# 틸리스 펑처드 로맨스
틸리스 펑처드 로맨스(Tillie's Punctured Romance)는 미국에서 제작된 마크 센넷 감독의 1914년 영화이다. 찰리 채플린 등이 주연으로 출연하였고 맥 세네트 등이 제작에 참여하였다.

## 출연

### 주연
- 찰리 채플린

### 조연
- 마리 드레슬러
- 마벨 노맨드
- 맥 스웨인
- 찰스 베넷
- 체스터 콘클린

## 같이 보기
- 찰리 채플린의 영화 목록